# Viaducs de la Rivoire
Ne doit pas être confondu avec Pont de La Rivoire.
Le viaduc de la Rivoire est un ensemble de deux ouvrages d'art routiers situés à Vif dans le département d'Isère, en France. Il permet le passage de l'autoroute A51 et de la route européenne 712.
Il a été établi de manière parallèle au-dessus de la gorge de la Rivoire, entre le tunnel du Petit Brion et le péage du Crozet.

## Étymologie
Le viaduc de la Rivoire est nommé en référence à la gorge de la Rivoire (aussi appelée vallon de la Rivoire) et au hameau de la Rivoire de Vif, situé entre les montagnes du Petit Brion, du Grand Brion et s'étendant jusqu'aux rives du Drac, côté Saint-George-de-Commiers.
La Rivoire viendrait du mot « Robaria », qui signifie « bois de chênes ».
Un pont ferroviaire situé près des viaducs, enjambant les étangs du Drac et reliant les gares de Vif et de Saint-Georges-de-Commiers, porte le même nom : c'est le pont de La Rivoire.

## Situation

### Situation générale

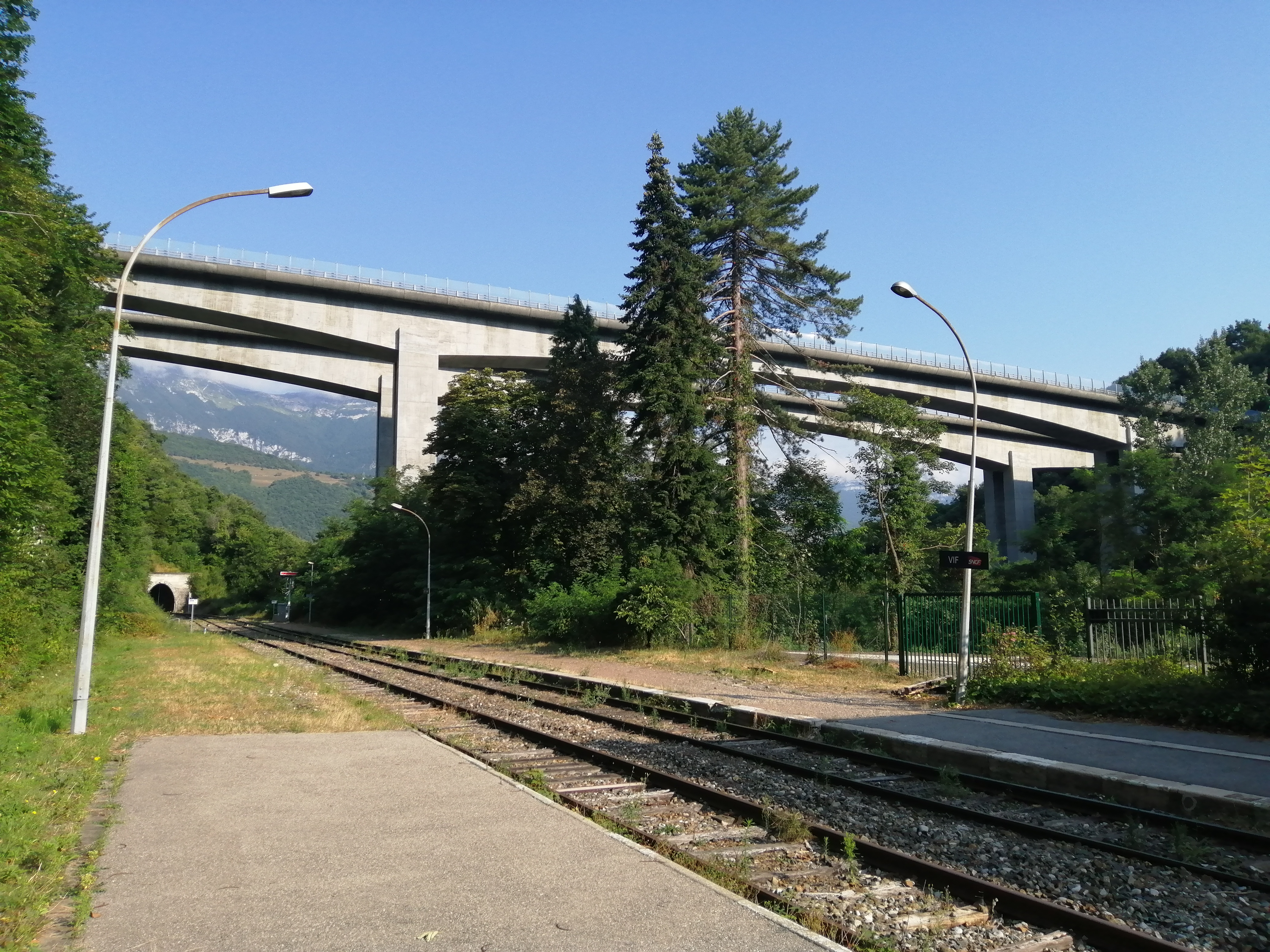
Vue des deux viaducs depuis la gare ferroviaire.

Les deux ponts de la Rivoire sont situés à l'est de la ville de Vif (partie sud de l'agglomération grenobloise, en Isère) dans la gorge entre les montagnes du Petit Brion et du Grand Brion.
Ils passent non loin de la gare ferroviaire et de la déchèterie de Vif et enjambent la D63 (qui relie la D1075 à la D529).
L'ouvrage se trouve en zone sismique IB.

### Situation routière
Le viaduc fait partie de la section de l'autoroute du Trièves, et s'inscrit dans la portion d'autoroute entre la sortie no 12 et no 13.
Il est précédé (au nord) par le tunnel du Petit Brion et suivi (au sud) par le péage du Crozet.

## Structure
Les deux viaducs possèdent une structure de pont en poutre-caisson et sont séparés par un vide de 13,95 m formé par la sortir du tunnel du Petit Brion. Les deux tabliers (larges de 5,86 m) et les quatre piliers sont faits en béton précontraint.
Les viaducs ont un taux d'inclinaison longitudinal de 4,8% ; le pont Est est long de 247 m et le pont Ouest, lui, est long de 241,05 m.

## Histoire
Les deux ponts ont été édifiés entre juillet 1995 et novembre 1996 pour faire passer l'autoroute A51 au-dessus de la gorge de la Rivoire et la faire rejoindre les viaducs du Crozet, un peu plus au sud.
Le chantier et le terrain fut ralenti durant plusieurs mois, maintes fois bloqué par des militants écologistes qui se suspendaient aux grues ou s'enchaînaient aux engins de chantier.
La jonction du tablier eut lieu le 19 septembre 1996, soit deux mois avant l'achèvement des travaux.
Les viaducs furent mis en service en 1999, date d'ouverture du bras de l'A51 (du Col du Fau à Grenoble).

## Galerie

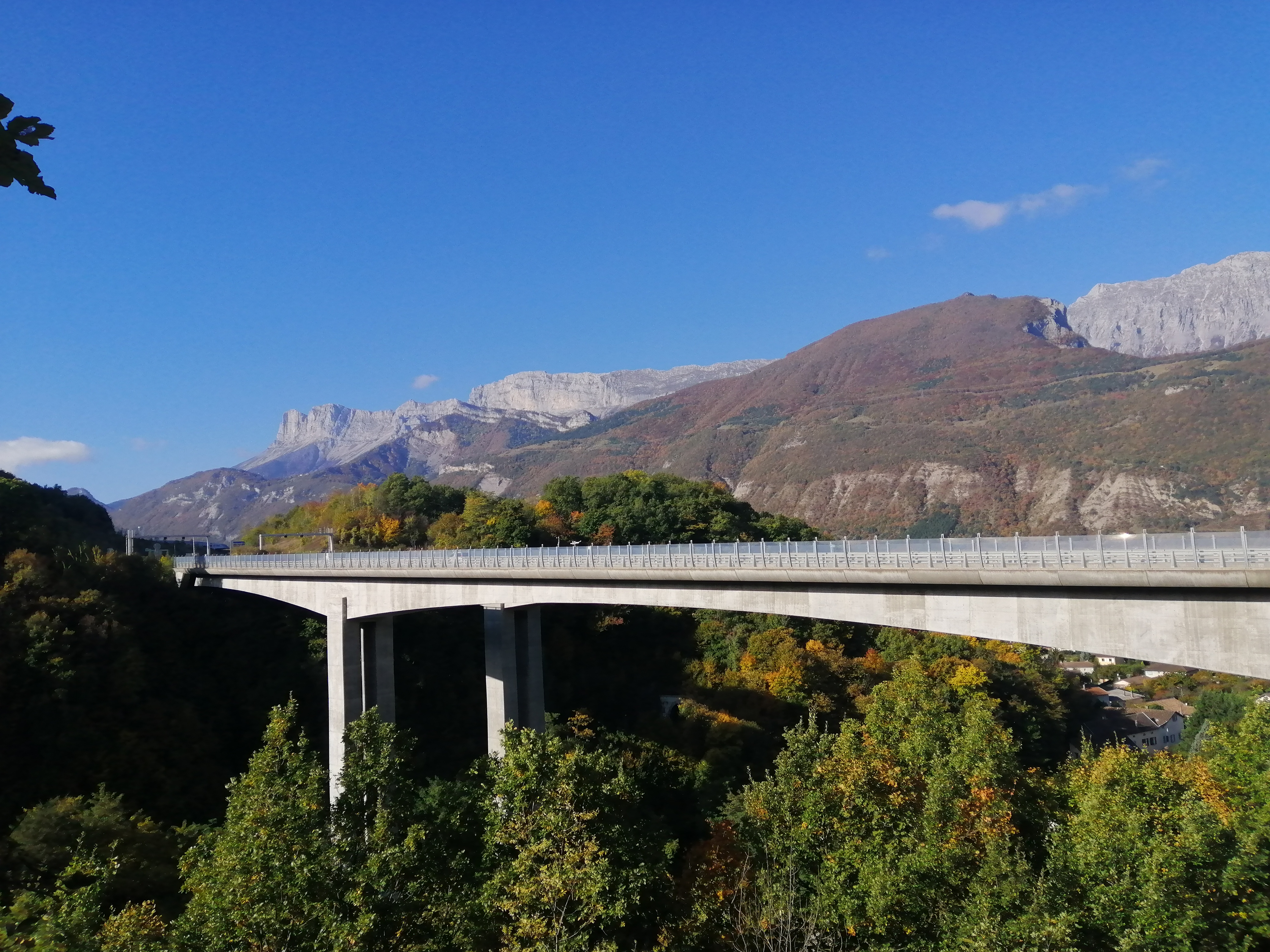
Les viaducs et le Massif du Vercors.
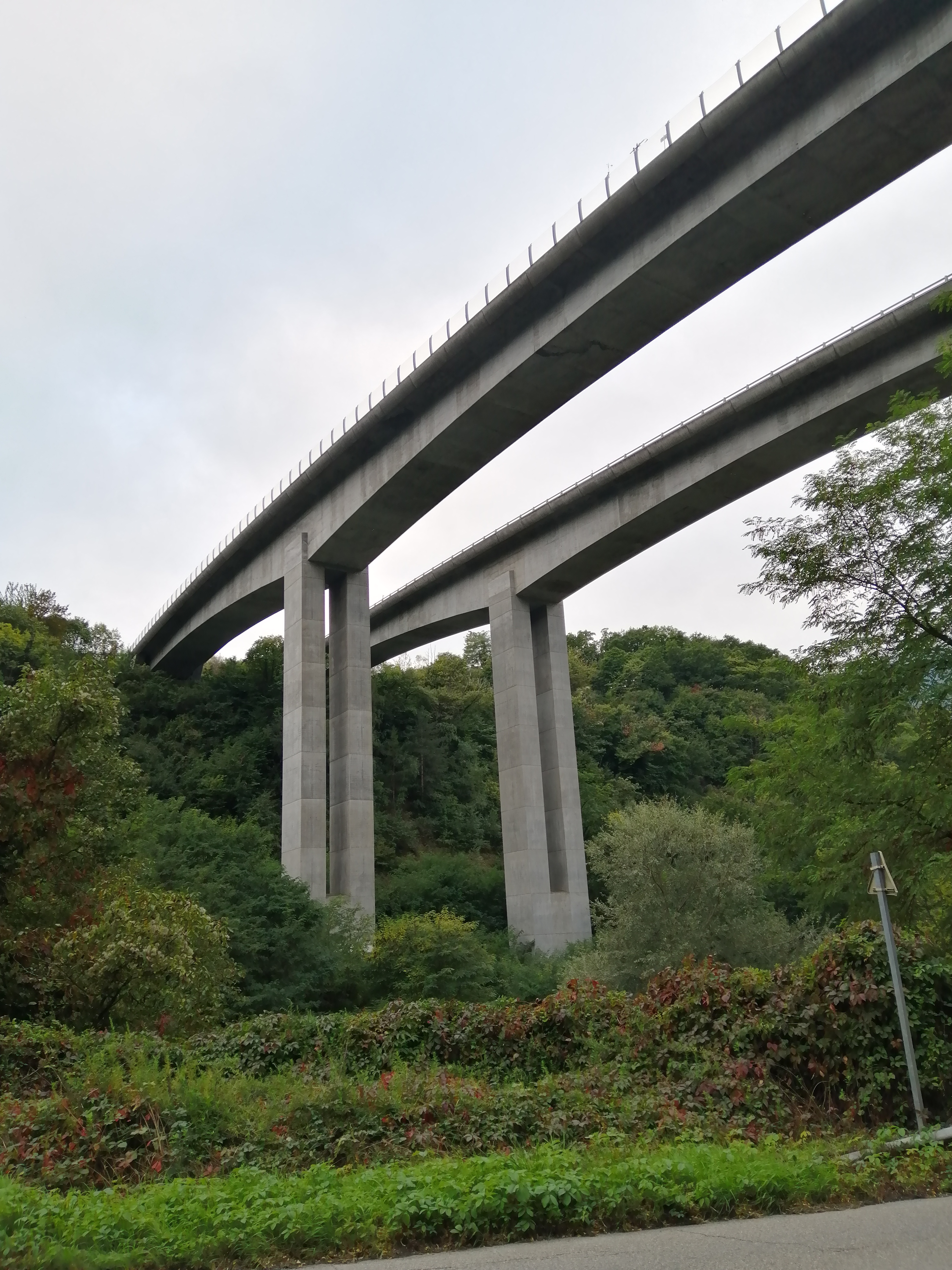
Les deux piles sud.
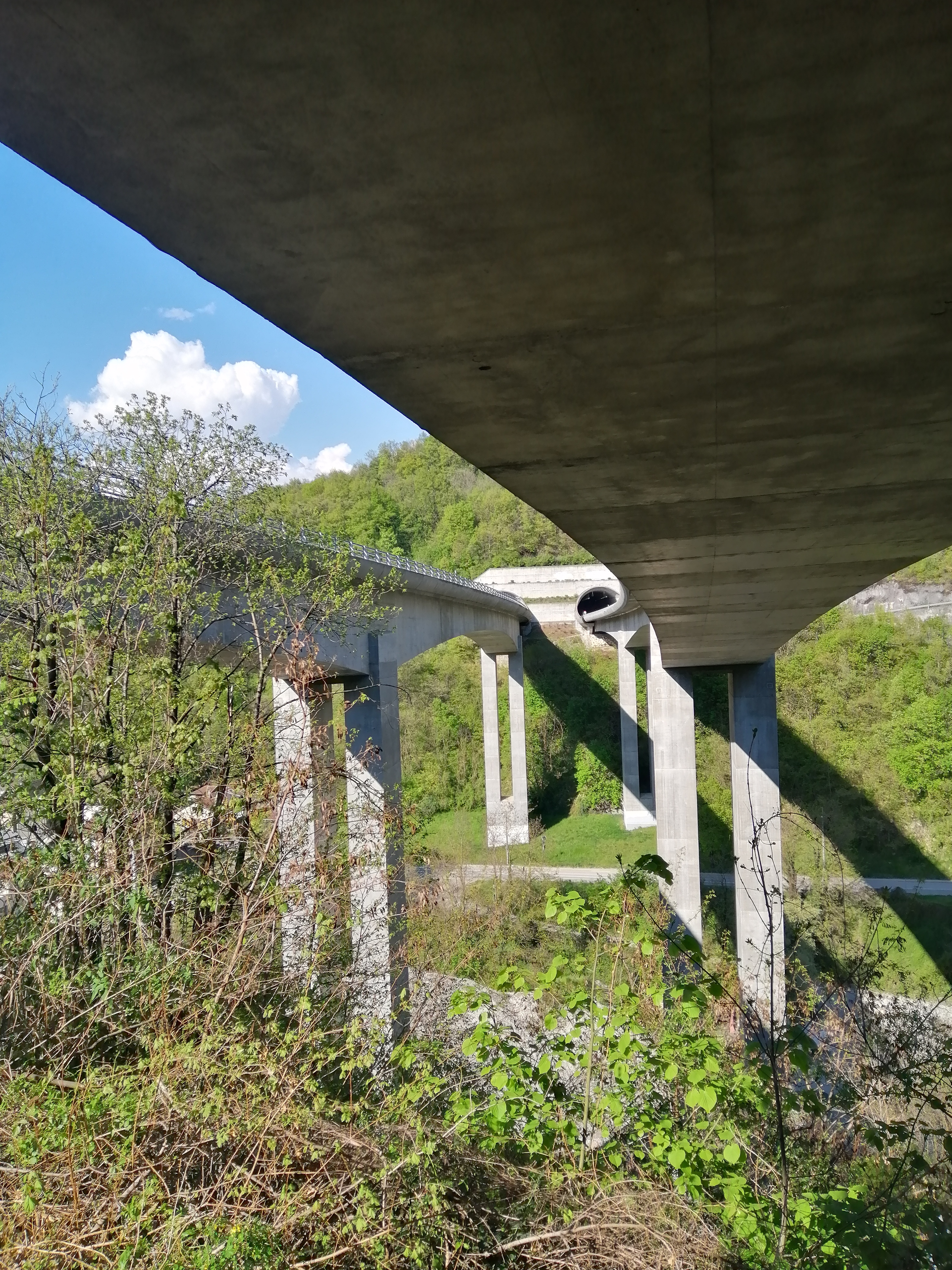
Tablier du pont est.
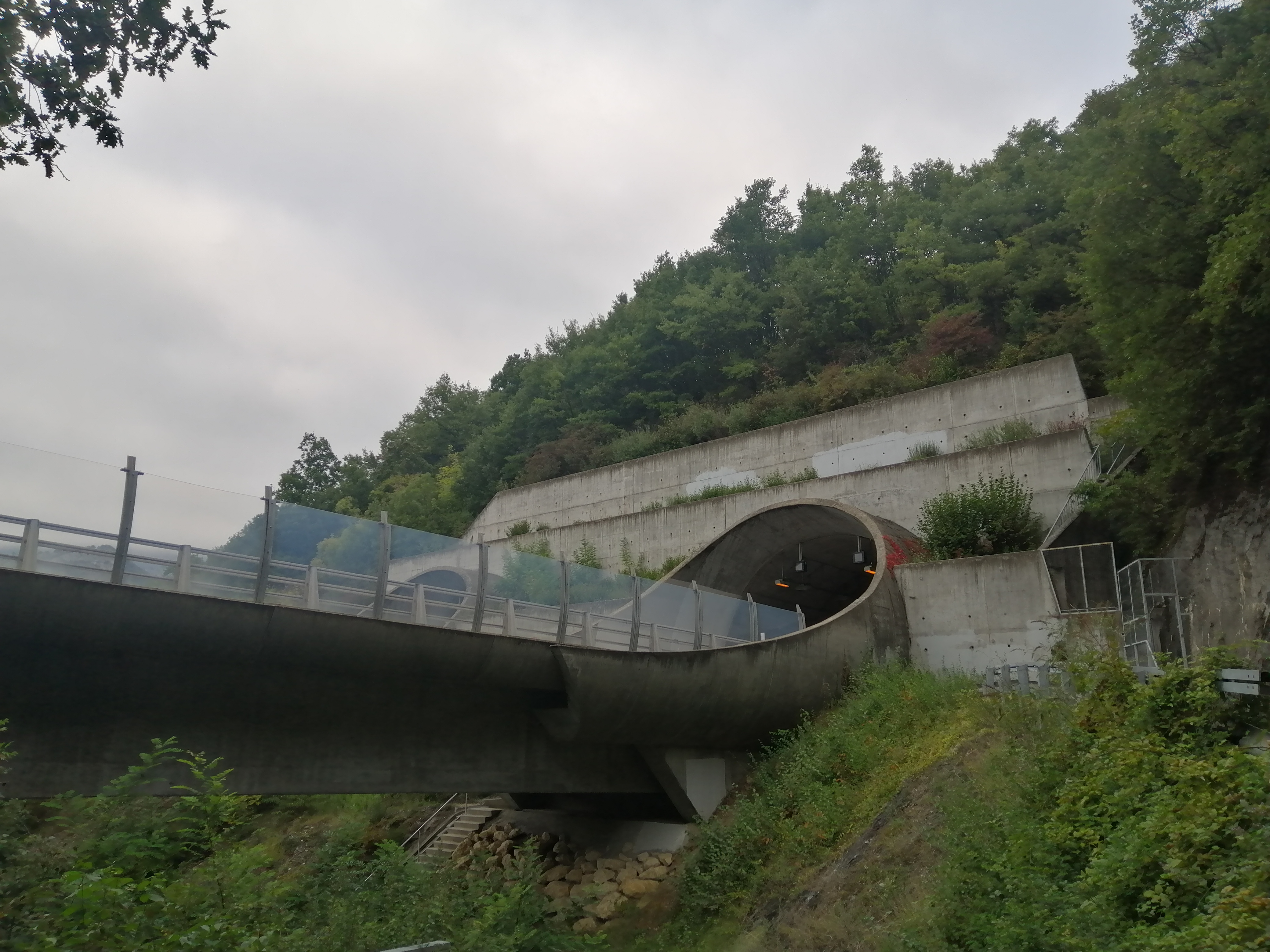
L'entrée du tunnel du Petit Brion.